# 商城路站
商城路站位于中华人民共和国上海市浦東新区商城路与浦東南路交叉口，是上海地铁9号线的地铁车站，于2009年12月31日启用。
建设中的19号线也将经过本站。

## 车站结构

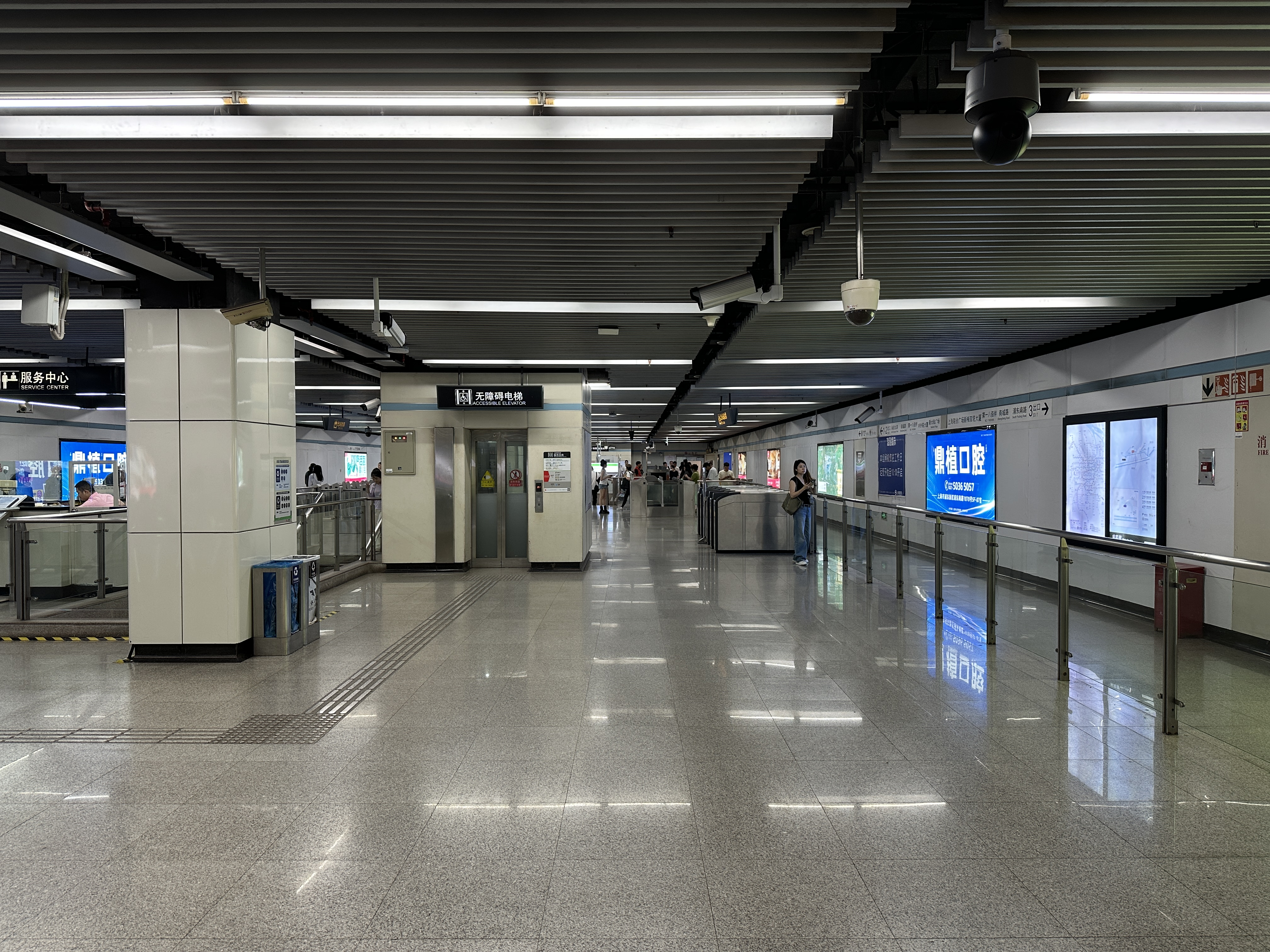
站厅

### 车站楼层
| 地面层   | 出入口             | 1-4出入口                        |  |  |
| 地下一层 | 站厅               | 票务服务、自动售票机、人工服务台 |  |  |
| 地下二层 | ①站台              | █ 9号线 往上海松江站（小南门）   |  |  |
|          | 岛式站台，左侧开门 |                                  |  |  |
|          | ②站台              | █ 9号线 往曹路（世纪大道）       |  |  |

## 车站出口
商城路站共有4个出入口，另车站1号、4号出入口通道内有2个地下连通道通向毗邻的陆家嘴中心负一层，各出入口如下所示：
| 出口编号            | 出口指示                                 | 照片 |
| ------------------- | ---------------------------------------- | ---- |
| 1 · 出口            | 南泉北路，商城路，陆家嘴中心             |      |
| 2 · 出口 · （设有） | 南泉北路，商城路，第一八佰伴，新大陆广场 |      |
| 3 · 出口            | 浦东南路，商城路                         |      |
| 4 · 出口            | 浦东南路，商城路，陆家嘴中心             |      |
| 图例： 设有         |                                          |      |

## 公交换乘
01、86、119、130、181、314、338、339、454、583、584、607、630、773、783、783区间、787、791、792、795、798、870、938、961、977、981、992、995、隧道三线、隧道夜宵线、沪南线、东川专线

## 周边
- 陆家嘴中心
- 世界广场
- 新梅联合广场
- 上海第一八佰伴
- 新大陆广场
- 1088广场
- 上海湾
- 华润时代广场
- 兰馨电影院